# Pine (informatica)
Pine, acronimo di "Program for Internet News & Email", è un client di posta elettronica.
È un programma per leggere, inviare news ed e-mail, che visualizza solo il testo dei messaggi, ma consente di salvare gli allegati e successivamente leggerli con un altro programma.
Nato nel 1989 all'Università di Washington in Seattle, installabile sia su Unix che su Windows, è un programma flessibile e configurabile dall'utente.

## Versioni
Esistono due versioni di Pine: una per Unix ed una per Windows. La versione Unix è basata su interfaccia a riga di comando. Questa interfaccia è ispirata all'editor di testo Pico. Le persone in relazione con l'Università dello Stato di Washington a Seattle hanno anche la possibilità di utilizzare WebPine, una versione di Pine implementata sotto forma di applicazione Web.
WebPine possiede molte caratteristiche interessanti:
- Facilità d'utilizzo: d'altro verso, le funzionalità più evolute delle versioni Unix e Windows mancano;
- Accessibilita: non è richiesto altro che un browser web e le informazioni di connessione rilasciate dall'università.

Pine e Pico sono marchi registrati dall'Università dello Stato di Washington.

## Licenze e cloni
Nel 2006, l'Università di Washington comunica la cessazione delle sviluppo di Pine dalla versione 4.64, sebbene Pine continui ad essere supportato.
Al suo posto c'è una nuova serie di tools e.mail basati su Pine, chiamati Alpine e rilasciati sotto la licenza Apache License, versione 2. Il 29 novembre 2006 ha visto la prima pubblica Beta_test#Alpha,  che costituisce un nuovo approccio in quanto l'alpha test di Pine rimane sempre non-pubblico.
Alpine 1.0 è stata pubblicamente pubblicata il 20 dicembre 2007.